# Federico Ringeling
Federico Ringeling Hunger (Santiago, 8 de julio de 1954) es un abogado y político chileno. Fue diputado de la República por el distrito n.º 10 y luego concejal (2012-2016) y alcalde de la comuna de Zapallar (2016).

## Primeros años
Es hijo de Marcelo Ringeling Leigh y de Rosita Hunger Vizcarra. Los estudios primarios y secundarios los realiza en el Colegio del Verbo Divino. En su etapa escolar es elegido Presidente del Centro de Alumnos de su colegio. Posteriormente, los superiores los efectúa en la Facultad de Derecho de la Universidad de Chile, donde obtiene el título de Abogado. Su tesis de tituló fue sobre: "Consideraciones sobre el veneno en el código penal Chileno". Juró como abogado ante la Corte Suprema de Justicia el 10 de octubre de 1983.

### Matrimonio e hijos
Casado con María Isabel Vicuña, tiene cinco hijos: María Isabel, licenciada en historia y filosofía, casada con el abogado Max Correa; Carmen Rosa, licenciada en Literatura, casada con el abogado Felipe Holmes; Juanita, actriz; Clarita, estudiante de agronomía y Federico, estudiante de educación básica en colegio parroquial Francisco Didier de Zapallar.

## Vida pública
En el ámbito profesional, se desempeñó como abogado de la Municipalidad de Loncoche. Además, se dedicó a asesorar legalmente al Banco del Estado en las oficinas de Villarrica, Pucón y Loncoche. Asimismo, prestó servicios a la Corporación de Asistencia Jurídica del Bío-Bío.

## Vida política
Desde 1985 es designado por la dictadura militar como alcalde de Zapallar, cargo que ocupó hasta 1989.
En 1987 ingresa al partido Renovación Nacional y se presenta a candidato a diputado por la región de Valparaíso, distrito N.° 10 (La Ligua, Petorca, Cabildo, Papudo, Zapallar, Puchuncaví, Quintero, Nogales, Calera, La Cruz, Quillota, Hijuelas). Durante su período legislativo, de 1990 a 1994, integra las Comisiones de Hacienda y de Recursos Naturales, Bienes Nacionales y Medio Ambiente.
En 1996 es electo alcalde de Zapallar, siendo reelecto el año 2000, pero luego siendo destituido el 2004 por irregularidades administrativas. En 2012 asumió como concejal de Zapallar. En julio de 2016, es elegido alcalde por la destitución del alcalde anterior, hasta el fin del período el 6 de diciembre del mismo año.

## Historial electoral

### Elecciones parlamentarias de 1989
- Elecciones Parlamentarias de 1989, por el Distrito 10 (Quillota, La Ligua, Hijuelas, La Calera, Zapallar, Petorca, Cabildo, Papudo, Puchuncaví, Quintero y Nogales).[4]

### Elecciones municipales de 2012
- Elecciones municipales de 2012, por el concejo municipal de Zapallar[5]